# Michonne
Michonne is een personage uit de strip The Walking Dead en de gelijknamige televisieserie die gebaseerd is op de strip. In 2016 verscheen er een computerspel waarin haar tijdelijke afwezigheid in de stripboeken na de oorlog tegen Negan verklaard wordt.
Ze vecht tegen de Walkers met een katana. Haar vriend en zijn beste vriend, die beiden walker zijn geworden, heeft ze aan een ketting bij zich. Volgens het verhaal uit de comics kan Michonne geen afscheid van hen nemen en ze voert soms denkbeeldige gesprekken met haar vriend.

## Rol in de stripboeken
In uitgave 19, het eerste deel van het vierde volume doet Michonne haar intrede, wanneer ze Otis redt, die vlak bij de gevangenis wordt aangevallen door zombies. Ze sluit zich aan bij de rest van de groep en doodt Mike en Terry. In de gevangenis zorgt ze voor opschudding wanneer Tyreese met haar vreemdgaat, terwijl hij nog in een relatie met Carol zit. Wanneer Carol zelfmoord probeert te plegen, krijgen Rick en Tyreese ruzie, wat ertoe leidt dat Rick afstand doet van zijn leiderschap.
Later zien Rick en Glenn een helikopter neerstorten. Samen met Michonne gaan ze op pad om te kijken of er overlevenden zijn. De zoektocht leidt naar een plaatsje genaamd Woodbury, dat geleid wordt door de malafide Governor. Hij hakt Ricks hand eraf en Michonne reageert hierop door de Governors oor af te bijten. Vervolgens laat de Governor Michonne en Glenn opsluiten en komt Michonne regelmatig opzoeken om te verkrachten. Vervolgens wordt ze gedwongen om in een arena tegen bewoners van Woodbury en zombies te vechten. Uiteindelijk krijgen Rick, Michonne en Glenn hulp van Martinez, een bewoner van Woodbury. Hij helpt hen met ontsnappen, maar voordat Michonne Woodbury verlaat zoekt zij de Governor op. Ze martelt hem op gruwelijke wijze en laat hem voor dood achter.
Terug in de gevangenis besluiten Maggie, Glenn, Andrea, Axel en Michonne een verlaten militair station te bezoeken om wapens te zoeken. Hier lopen ze een groep bewoners van Woodbury tegen het lijf, maar ze weten deze te doden. Enige tijd later verschijnt de Governor, die zijn marteling overleefd blijkt te hebben. Hij valt de gevangenis aan, maar de aanval wordt snel afgeslagen. Michonne en Tyreese besluiten het kamp van de Governor aan te vallen, maar lopen in een hinderlaag. Tyreese wordt gevangengenomen, maar Michonne weet weg te komen. De Governor onthoofdt Tyreese wanneer Rick weigert de gevangenis op te geven. Nadat de Governor door een van zijn mensen gedood wordt, keert Michonne terug naar de gevangenis, maar die blijkt verlaten. Na enige tijd alleen rondgezworven te hebben wordt ze herenigd met Rick en Carl. Al gauw komen ze de rest van de groep tegen, die op Hershels oude boerderij zitten.
Enige tijd later komen er drie vreemdelingen langs. Ze zijn op weg naar Washington omdat een van hen een wetenschapper is die een einde aan het zombie-virus kan maken. Onderweg naar Washington gaat Rick naar zijn woonplaats om wapens op te halen, en hij keert terug met Morgan Jones, een overlevende die hij in de vroege dagen van de uitbraak had leren kennen. Langzaam krijgen Michonne en Morgan een relatie met elkaar. Later wordt iemand uit de groep ontvoerd. Het blijkt het werk van kannibalen te zijn. Rick neemt een aantal mensen, onder wie Michonne, mee om de kannibalen op te zoeken. Vervolgens doden Rick en zijn mensen de kannibalen op gruwelijke wijze.
Nabij Washington wordt de groep uitgenodigd door een vreemdeling om in een veilige gemeenschap, de Alexandria Safe-Zone, te komen wonen. Samen met Rick wordt Michonne benoemd tot politieagent. Wanneer Rick erachter komt dat een man genaamd Pete zijn gezin mishandelt, probeert Rick hem te doden, totdat Michonne hem tegenhoudt. Recente onrust en schietpartijen trekken een groep zombies aan die zo groot is dat de muren van Alexandria het dreigen te begeven. Tijdens het bevechten van de zombies wordt Morgan gebeten. Ondanks dat Michonne zijn arm amputeert, sterft hij toch.
Enige tijd later ontdekken Abraham en Michonne een vreemdeling die zichzelf Jesus noemt. Ze nemen hem gevangen en hij vertelt dat hij van een andere gemeenschap afkomstig is en een ruilhandel voor wil stellen. Deze gemeenschap blijkt gevaarlijke vijanden te hebben; een groep mensen die zichzelf de Saviors noemt en geleid wordt door een man genaamd Negan. Rick spreekt af dat de Alexandria Safe-Zone meer goederen krijgt als zij Negan uit de weg ruimen. Hij blijkt Negan echter onderschat te hebben, wanneer hij twee goede vrienden verliest. Samen met Jesus, een Savior genaamd Dwight en Ezekiel, de leider van een nabijgelegen gemeenschap genaamd The Kingdom plant Rick een grootschalige oorlog tegen Negan. Tijdens de oorlog krijgt Michonne een relatie met Ezekiel. Uiteindelijk slaagt Ricks groep erin om Negan te verslaan. Rick besluit om Negan niet te doden, omdat dat niet past bij de nieuwe wereld die hij wil opbouwen.
Twee jaar na het einde van de oorlog is Michonne een visser geworden. In de tussentijd is de relatie tussen Ezekiel en Michonne stukgelopen en heeft Michonne de Safe-Zone verlaten. Wanneer Michonne en Ezekiel hun relatie opnieuw een kans willen geven, wordt Ezekiel gedood door Alpha, de leider van een vijandige groep overlevenden, The Whisperers. In de nasleep van de aanval suggereert Rick dat Michonne terug moet keren naar The Kingdom om daar de nieuwe leider te worden.

## Rol in de televisieserie
Michonne komt in de televisieserie voor het eerst voor aan het einde van het tweede seizoen, wanneer ze Andrea redt van een groep zombies. Op dat moment was er nog niemand voor haar rol gecast en werd er gebruikgemaakt van een stand-in. Vanaf het derde seizoen, dat in oktober 2012 begon, werd Michonne gespeeld door Danai Gurira en had ze een vaste rol.
Ongeveer 8 maanden nadat ze Andrea gered had, worden ze ontdekt door Merle Dixon, een voormalig lid van Andrea's oude groep. Hij neemt hen mee naar een ommuurde gemeenschap genaamd Woodbury, die geleid wordt door Philip Blake, die zichzelf de Governor laat noemen. Michonne vertrouwt hem niet en vertrekt uit Woodbury. De Governor stuurt Merle achter haar aan, maar die slaagt er niet in haar te vangen. Michonne is er echter getuige van hoe Merle Glenn en Maggie, die ook bij Andrea's oude groep hoorden, gevangenneemt. Michonne gaat richting de gevangenis waar zij vandaan kwamen en vertelt Rick wat er gebeurd is, niet wetende dat Andrea een bekende van hen is. Rick zet een grootschalige reddingsactie op en weet Glenn en Maggie weg te krijgen.
De Governor verklaart hierna de oorlog aan Rick en de bewoners van de gevangenis. Om zich voor te bereiden op een mogelijke strijd, besluit Rick om samen met zijn zoon Carl en Michonne naar zijn oude woonplaats te gaan om wapens op te halen. Hier ontmoeten ze Morgan Jones, die volledig de weg kwijt is sinds zijn zoon door een walker werd gebeten. Rick weet Morgan bij zinnen te brengen en biedt hem een plek in de gemeenschap, maar Morgan weigert. Vervolgens regelt Andrea een ontmoeting tussen de Governor en Rick in de hoop om vrede te sluiten. Rick doet een voorstel maar de Governor gaat alleen akkoord als Rick Michonne uitlevert. Rick gaat akkoord en stuurt Merle (die na de reddingsactie uit Woodbury verbannen werd omdat zijn broer Daryl erbij betrokken was). Merle heeft echter andere plannen en laat Michonne achter en probeert de Governor zelf te vermoorden, wat mislukt. Vervolgens valt de Governor de gevangenis aan, maar de aanval wordt succesvol afgeslagen. De Governor vermoordt zijn eigen leger en gaat ervandoor.
Later is de gevangenis een bloeiende gemeenschap geworden. Michonne probeert zonder succes nog steeds de Governor te vinden. Wanneer een dodelijke griepvariant de gemeenschap bedreigt, worden Michonne, Daryl en twee nieuwe overlevenden, Tyreese en Bob eropuit gestuurd om medicijnen te halen. Wanneer het in de gevangenis weer rustig is, verschijnt de Governor. Hij is de leider geworden van een nieuwe groep overlevenden en ontvoert Michonne en Hershel om de gevangenis in handen te krijgen. Hij dwingt Rick om de gevangenis te verlaten en zegt dat hij Michonne en Hershel anders zal vermoorden. Rick probeert hem om te praten, maar de Governor noemt Rick een leugenaar. Hij onthoofdt Hershel en er breekt een grootschalig gevecht uit. In het gevecht ziet Michonne kans om te ontsnappen. Rick raakt ernstig gewond in een een-op-eengevecht tegen de Governor. Michonne steekt de Governor neer, die later wordt doodgeschoten door een van zijn eigen mensen. Wanneer walkers de gevangenis binnenstromen, ontvlucht elke overlevende de gevangenis.
Michonne reist een tijdje alleen en beleeft gruwelijke flashbacks aan de begindagen van de apocalyps. Later wordt ze herenigd met Rick en Carl en het drietal reist samen verder naar Terminus, een mogelijk veilig oord. Onderweg worden ze aangevallen door een groep gevaarlijke mensen, die wraak willen omdat Rick een van hun mensen had gedood. Tot hun grote verrassing zit Daryl ook bij die groep. Daryl kiest uiteindelijk voor Ricks kant en de bende wordt gedood. Vervolgens betreden ze Terminus, maar dit blijkt een val te zijn. Ze worden gevangengenomen, maar ze worden ook herenigd met de rest van de groep.
Met de hulp van Carol en Tyreese, die nog niet in Terminus waren, weet de groep te ontsnappen. Later wordt Bob echter ontvoerd door dezelfde mensen, die kannibalen blijken te zijn. Voordat ze nog meer slachtoffers kunnen maken weet Rick hen te doden. Ook Michonne neemt deel aan de slachtpartij. Later krijgt de groep te horen dat Beth, iemand uit hun groep die vermist werd, in Atlanta gevangen gehouden wordt. Terwijl iedereen naar Atlanta gaat om Beth te redden, blijft Michonne achter met Carl in de kerk waar ze op dat moment schuilen. De kerk wordt echter overspoeld met walkers en ze weten ternauwernood te ontsnappen. Vervolgens gaan ze ook naar Atlanta, waar ze erachter komen dat Beth dood is. Hopend op meer orde en rust gaat de groep naar Washington. Daar worden ze benaderd door een vreemdeling die hen een woonplaats aanbiedt in een ommuurde gemeenschap, de Alexandria Safe-Zone. Hier wordt Michonne samen met Rick benoemd tot politieagent. Wanneer Rick een man genaamd Pete in elkaar slaat die zijn gezin mishandelt, slaat Michonne Rick buiten westen. Later steelt Pete Michonnes zwaard en probeert Rick ermee te doden. Dit mislukt en hij doodt Reg, de echtgenoot van Deanna, de leider. Met toestemming van Deanna executeert Rick Pete ter plekke.
Rick en Morgan begraven Pete buiten de Safe-Zone en ontdekken een grote groep walkers die elk moment hun kant op kan komen. Rick bedenkt een plan om de zombies weg te lokken en Michonne doet eraan mee. Het mislukt echter wanneer een groep bandieten de Safe-Zone aanvalt en het lawaai ervoor zorgt dat de walkers hun kant op komen. Samen met Glenn leidt Michonne een deel van de groep richting de Safe-Zone, terwijl de walkers hen langzaam insluiten. Behalve Michonne weten slechts twee anderen de Safe-Zone te bereiken. De walkers hebben de muren nu omsingeld en kunnen elk moment binnendringen. Samen met Deanna maakt Michonne plannen om de Safe-Zone opnieuw op te zetten zodra de crisis voorbij is. De boel verslechtert wanneer een nabijgelegen kerktoren instort en de muur het begeeft. Walkers stromen binnen en Deanna wordt gebeten. Samen met Rick, zijn kinderen, Ricks vriendin Jessie en haar kinderen, zit Michonne vast in een huis. Rick besluit een oude truc te gebruiken. Door zichzelf met walker-ingewanden in te smeren, kunnen ze ongemerkt wegkomen. Dit lijkt goed te gaan, totdat Jessies zoon Sam in paniek raakt. Sam wordt verslonden door de walkers, en zijn moeder volgt direct erna. Rick is gedwongen om Jessies hand af te hakken om Carl te bevrijden. Voor Jessies andere zoon Ron is dit de druppel en hij probeert Rick neer te schieten. Michonne doodt hem met haar zwaard, maar het pistool gaat af en raakt Carl. Die verliest een oog en raakt buiten bewustzijn. Later helpt Michonne de groep om de walkers in de Safe-Zone te doden, totdat alles veilig is.
Tijdens de maanden die volgen ontwikkelen Rick en Michonne een relatie. Terwijl Rick en Daryl op zoek gaan naar goederen, ziet Michonne Deanna's zoon Spencer alleen door het bos zwerven. Ze besluit erachteraan te gaan en ontdekt dat hij al een tijdje op zoek is naar zijn moeder, die in een walker veranderd is. Samen doden ze haar. Wanneer Rick en Daryl terugkeren, hebben ze een vreemdeling meegenomen. Deze man, Paul "Jesus" Rovia, beweert van een naburige gemeenschap te zijn en wil graag handel drijven met Ricks groep. Een klein groepje, onder wie Michonne, vertrekt naar deze gemeenschap, de Hilltop Colony. Daar komen ze erachter dat de Hilltop gevaarlijke vijanden heeft, de Saviors, geleid door Negan. Ricks groep weet een deal te sluiten. In ruil voor extra voedsel, zullen de bewoners van de Safe-Zone met Negan afrekenen. De groep valt met succes een basis van de Saviors aan.

## Rol in de videospellen
Enige tijd na de oorlog tegen Negan heeft Michonne de Safe-Zone verlaten. Ze is alleen, wanhopig en heeft visioenen van haar dode kinderen. Ze staat op het punt om zelfmoord te plegen, maar ze wordt gered door een man genaamd Pete. Hij blijkt een visser te zijn en Michonne sluit zich aan bij de bemanning van de Companion. Terwijl ze via de radio contact proberen te leggen met andere schepen, loopt het schip vast op de rotsen. Michonne en Pete ontdekken een verlaten veerboot en zoeken naar aanwijzingen voor andere overlevenden. Hier ontmoeten ze Samantha en Greg, een broer en zus. Terwijl Michonne en Pete ruzie met hen maken om een tas vol spullen en zombies uitschakelen, arriveert een groep mannen geleid door ene Randall. Randall neemt Michonne, Pete, Samantha en Greg gevangen en neemt hen mee naar Monroe, een drijvende gemeenschap van overlevenden geleid door Randalls zus Norma. Samantha en Greg waren ooit deel van Monroe, totdat ze de stress niet meer aankonden, spullen stalen en ontsnapten. Wanneer Michonne en Greg uitgehoord worden door Norma, weet Norma niets uit hen te krijgen. Randall dwingt een jongeman genaamd Zachary om Greg te bedreigen om zo een bekentenis los te krijgen. Per ongeluk schiet Zachary Greg neer en Greg sterft. Samantha valt Zachary vervolgens aan. Dan is het aan de speler om te bepalen of Michonne Samantha tegenhoudt en Zachary's leven spaart, of dat ze Samantha haar gang laat gaan, waardoor ze Zachary doodschiet.